# Schlichtkleid
Vogelarten mit saisondimorphen Kleidern (viele Arten z. B. der Entenvögel, Schnepfenvögel, Möwen und Sperlingsvögel) tragen außerhalb der Brutzeit ein Schlichtkleid, auch Ruhe- oder Winterkleid genannt.
Es wird durch Mauser erlangt und ist meistens weniger auffallend und nicht so bunt wie das Prachtkleid. Die Unterschiede zwischen beiden Kleidern reichen von gering bis sehr ausgeprägt.
Im Schlichtkleid sind manche Vogelarten schwer zu bestimmen, da ihnen charakteristische Merkmale fehlen. Auch der Geschlechtsdimorphismus kann im Schlichtkleid wesentlich geringer sein. Viele Vogelmännchen tragen dann ein Gefieder, das dem der besser getarnten Weibchen ähnelt.

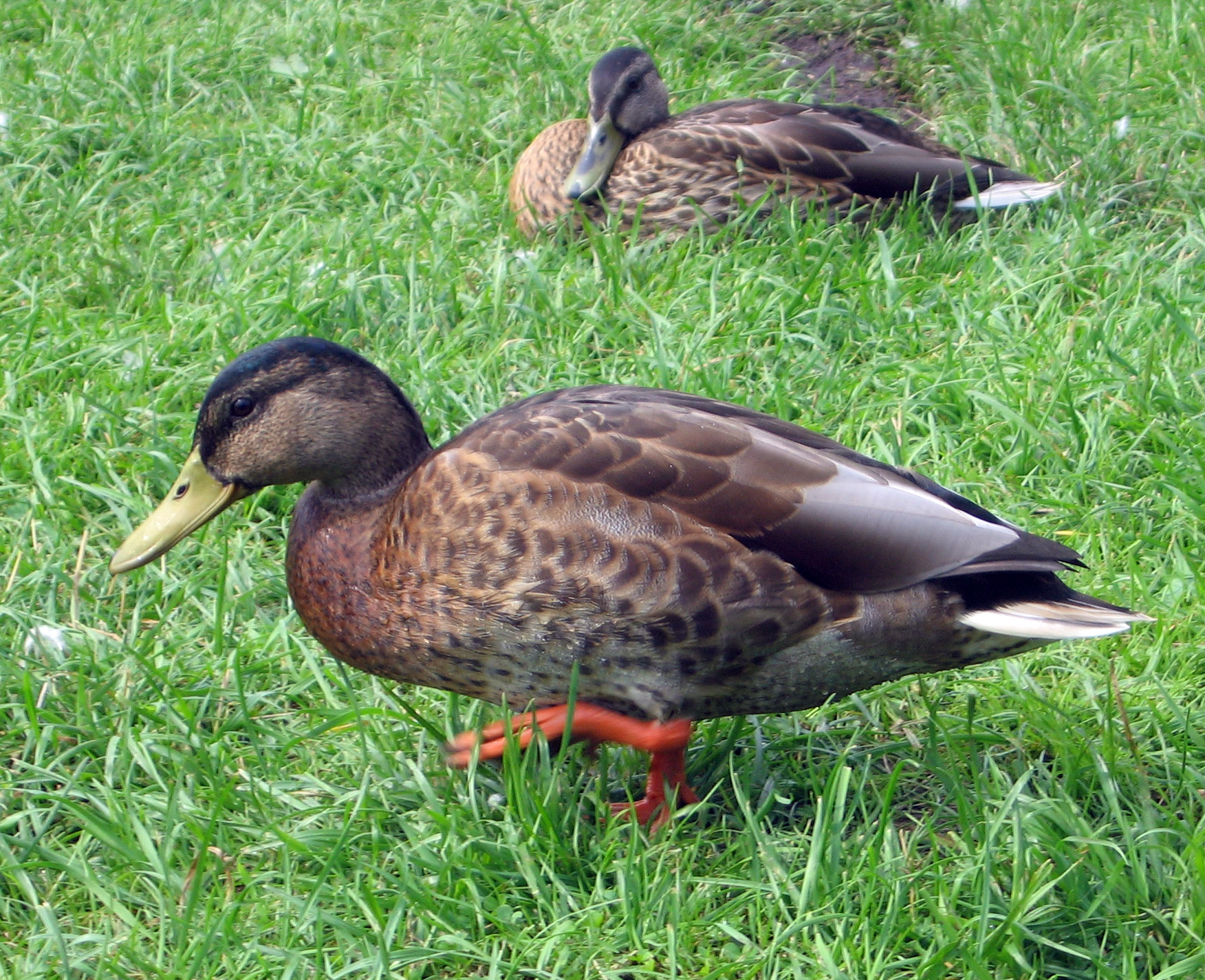
Stockenten (Anas platyrhynchos) 2 ♂♂, vorn im Schlichtkleid, hinten diesjährig, Stockenten tragen ihr Schlichtkleid im Sommer und wechseln im Herbst in das Prachtkleid
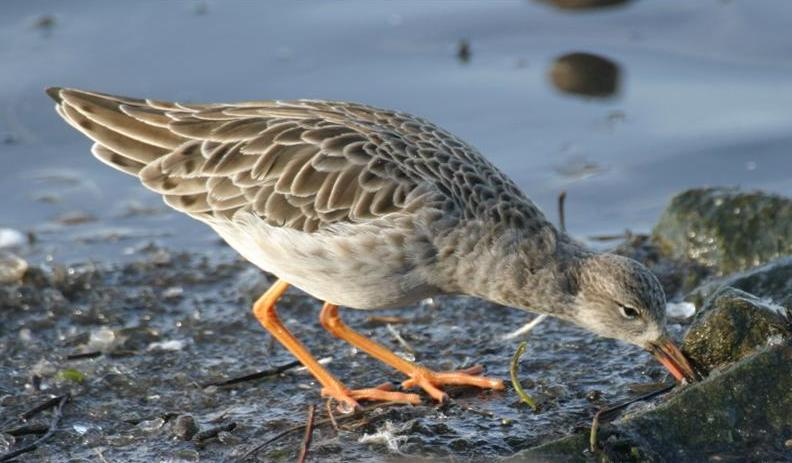
Kampfläufer (Philomachus pugnax) im Schlichtkleid
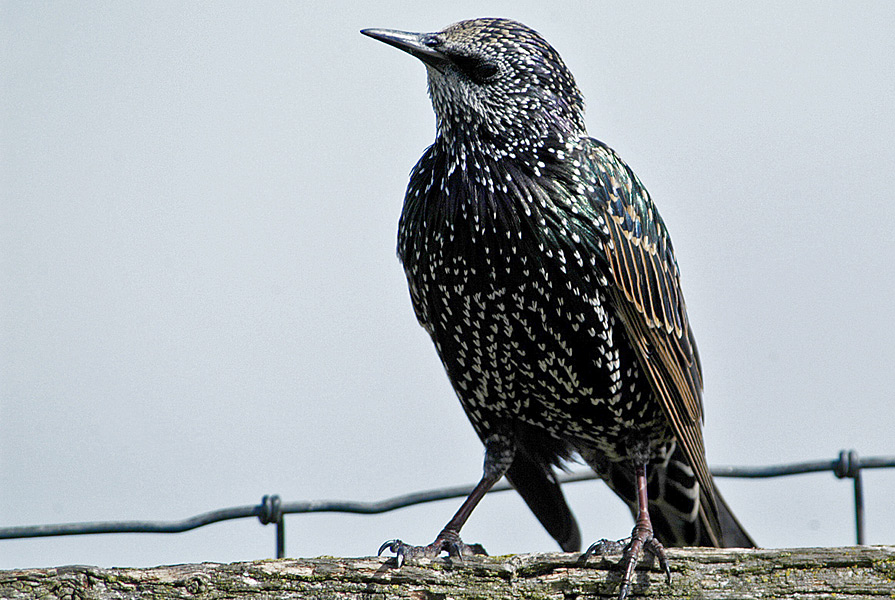
Star (Sturnus vulgaris) im Schlichtkleid
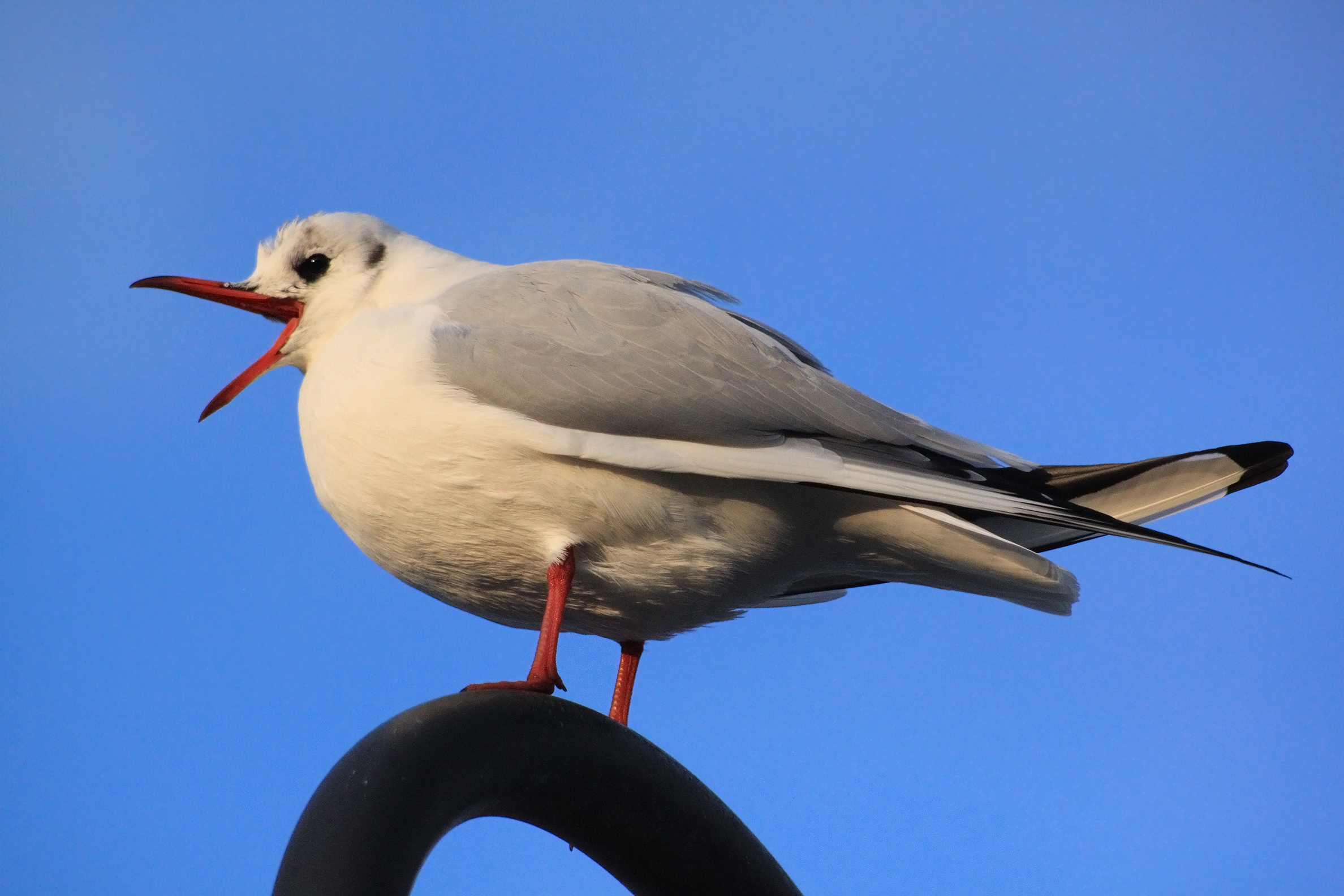
Eine adulte Lachmöwe (Larus ridibundus), der für das Schlichtkleid typische schwarze Ohrfleck hinter dem Auge ist gut zu sehen